# Сопилюк Михайло Васильович
Михайло Васильович Сопилюк (нар. 8 жовтня 1957, с. Саджавка, Україна) — український історик-краєзнавець, учитель-методист, громадський діяч.

## Життєпис
Михайло Сопилюк народився 8 жовтня 1957 в селі Саджавка Надвірнянського району, Івано-Франківської області України у сім'ї Василя та Меланії Сопилюків.
Закінчив на «відмінно» Саджавську восьмирічну школу, з відзнакою Коломийський технікум механічної обробки деревини (1975, нині політехнічний коледж; за спеціальністю технік-механік), з відзнакою історичний факультет Чернівецького державного університету (1985, нині національний).
Працював в м. Києві на підприємстві ДОК № 6, Коломийському ШРБУ № 49, пройшов строкову службу на Далекому Сході.
Від 1982 — в місті Заліщики. Працював у міському ПТУ-7 та на виборних посадах, від 1991 — вихователь, викладач, завідувач економічного відділення, а з 2005 — заступник директора з навчальної роботи Заліщицького аграрного коледжу.

### Захоплення
Проводить пошукову роботу по дослідженню історії Заліщанщини, історії кооперативного руху, суспільно-політичного життя та розвитку фахової освіти в Заліщицькому краї і на західноукраїнських землях.

## Доробок
Автор ряду статей та публікацій з питань краєзнавства, освіти і виховання.
Книги
- Нарис історії розвитку навчального закладу «Від садівничої школи — до агроколеджу» (2004) та «На переломі століть» (2010) (друге видання 2013),
- «Церква Покрови Пресвятої Богородиці в Заліщиках» (2014),
- «Заліщики: роки, події, люди: у двох томах» (2015, разом з Миколою Бачинським),
- «Степан Слободян — провідник ОУН Карпатського краю» (2019),
- «Дорогою правди» (2019),
- «Становлення міста Заліщики в середині XVIII століття» (2020, разом з Миколою Бачинським).

## Нагороди
- Відмінник освіти України,
- Грамота Верховної Ради України,
- нагрудний знак «А. С. Макаренко»,
- нагрудний знак «Василь Сухомлинський»,
- трудова відзнака «Знак пошани»,
- Почесний громадянин міста Заліщиків (30 березня 2016)[1],
- лавреат Всеукраїнської літературно-мистецької премії імені Петра Ковальчука[2]